# Чжу Жунцзі
Чжу Жунцзі (спрощ.: 朱镕基; кит. трад.: 朱鎔基; піньїнь: Zhū Róngjì) — китайський політик, прем'єр Держради КНР від 1998 до 2003 року.

## Біографія
Він народився в сім'ї інтелігенції та багатих землевласників. Відповідно до сімейної традиції, його родина походить від Чжу Янганга, першого імператора династії Мін. Його батько помер, коли він народився, а мати померла, коли йому було дев'ять. Закінчив Університет Циньхуа в Пекіні. Під час навчання почав захоплюватись ідеями комуністів, а 1949 року вступив до лав Компартії.
У 1998 року Чжу був обраний на пост прем'єра Держради КНР.